# Czermin (Bralin)
Czermin (deutsch Tschermin, 1939–1945 Bornheim, tschechisch Čermin) ist eine Ortschaft mit einem Schulzenamt der Landgemeinde Bralin im Powiat Kępiński der Woiwodschaft Großpolen in Polen.

## Geschichte

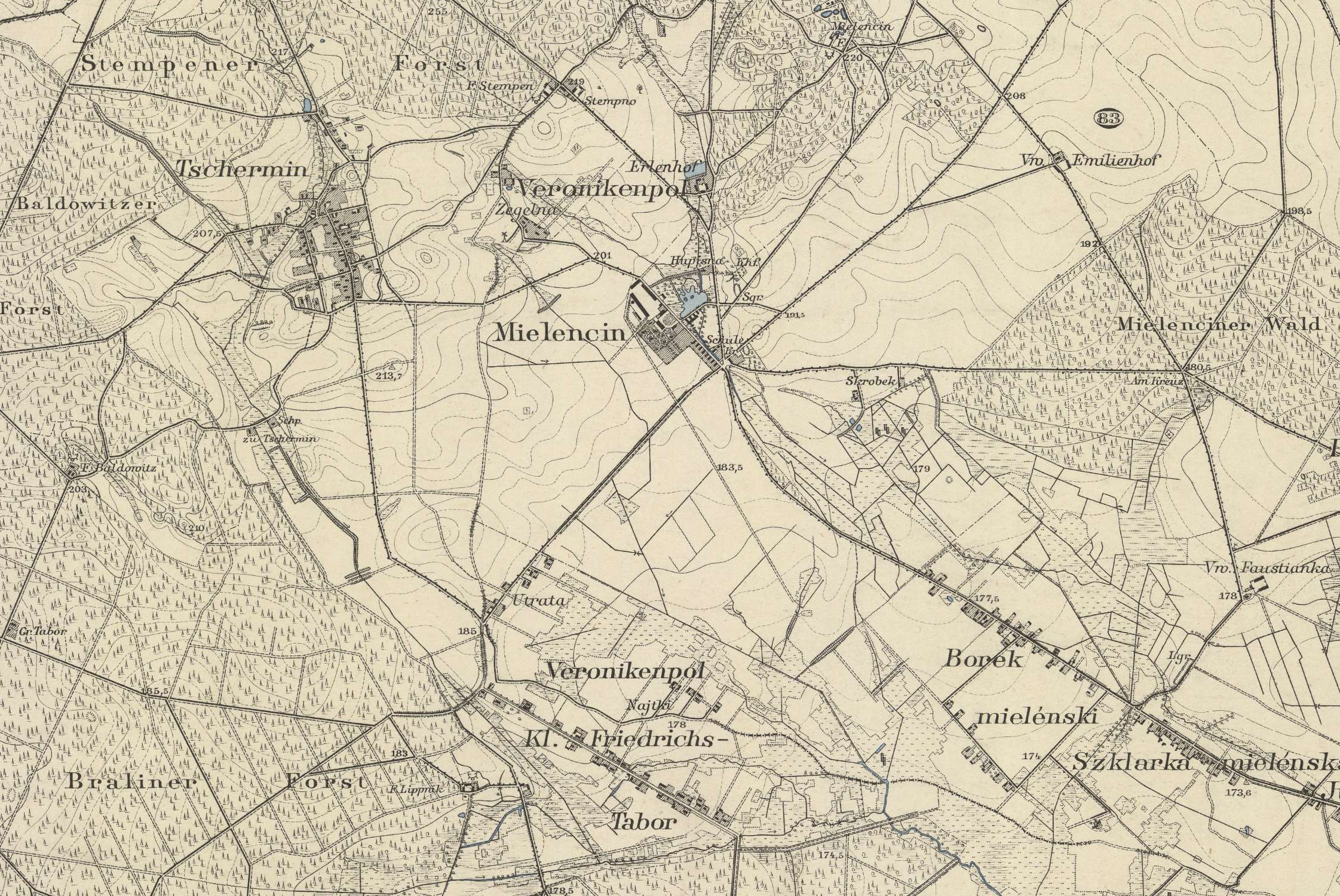
Czermin und Mięlęcin auf einer Karte aus dem Jahr 1877

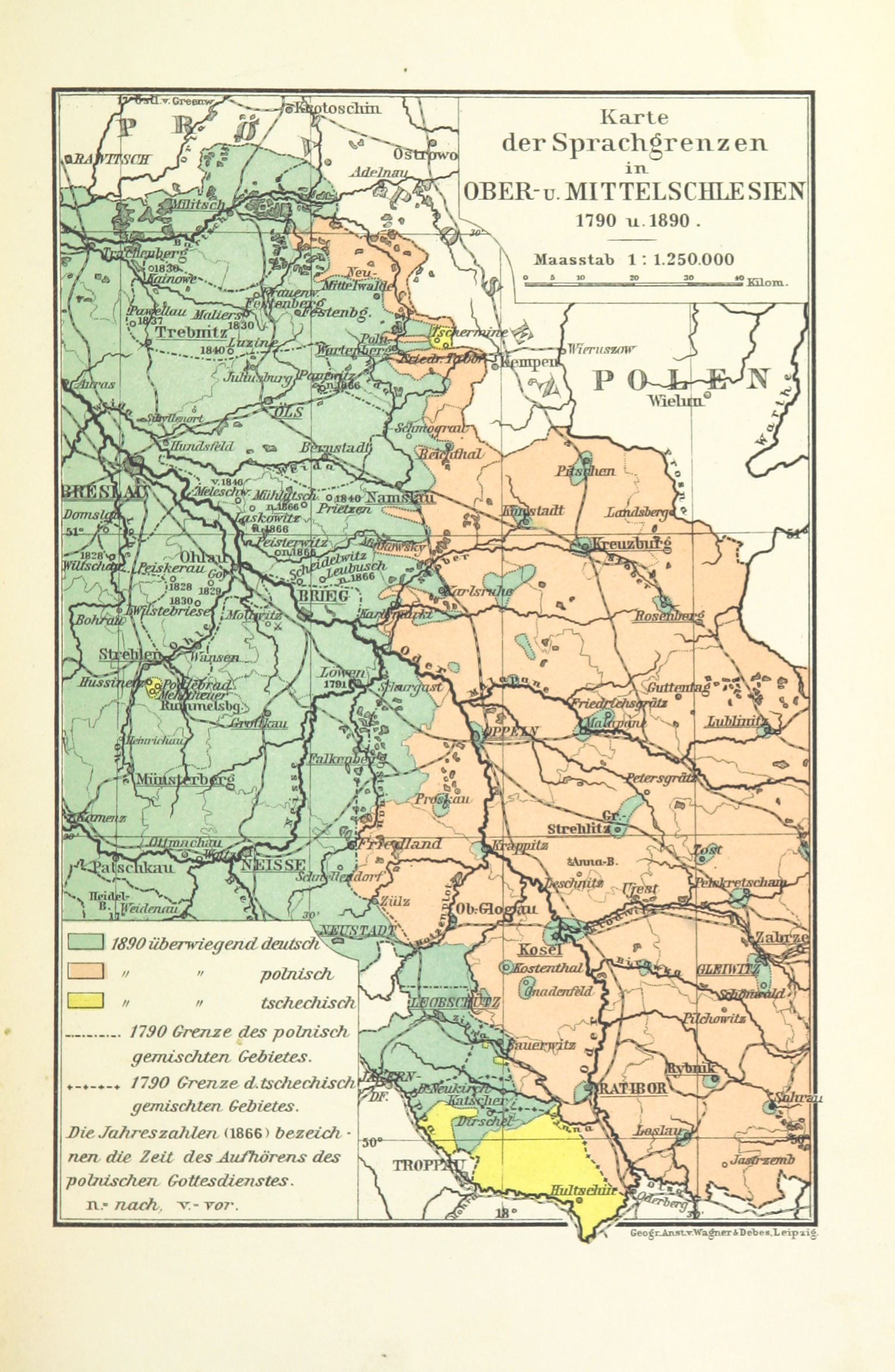
Sprachkarte aus dem Jahr 1896: gelbe Farbe: tschechische Sprache, Tschermine und Friedr.-Tabor im Norden eingezeichnet

Der schlesische Grenzort wurde im Jahr 1266 urkundlich erwähnt, als der Kapelan von Czermin im Besitz des großpolnischen Dorfs Mielęcin war. Mielęcin gehörte bis zum Jahr 1821 der Pfarrei in Czermin. Die zwei Orte sind weniger als einen Kilometer voneinander gelegen, waren jedoch vom 14. Jahrhundert bis 1793 durch Staatsgrenze getrennt.
1651 bzw. 1652 wurde der Ort als Tscharmin erwähnt. Der Ortsname, ursprünglich wahrscheinlich *Czermno, ist vom urslawischen *čŕmьnь(a/o) (rote Farbe) abgeleitet.
In den 1760er Jahren wurde auf dem Grund des Dorfs durch tschechisch-kalvinistische Familien aus den im Jahr 1749 entstandenen, aber schon überbevölkerten Kolonien Tabor Wielki (Groß Friedrichs-Tabor bzw. Velký Tábor) und Tabor Mały (Klein Friedrichs-Tabor bzw. Malý Tábor) gegründet. Die Tschechen wurden zur Mehrheit der Bewohner von Czermin. Die drei Dörfer erhielten mehr oder weniger ethnisch tschechisch-kalvinistischen Charakter bis zum Jahr 1945. 1803 wanderten viele Bewohner nach Zelów bei Łódź aus.
Tschermin gehörte von 1818 bis 1920 dem schlesischen Landkreis Groß Wartenberg an. Mit dem überwiegend polnischsprachigen Ostteil des Landkreises wurde Czermin zum 10. Januar 1920 infolge des Versailler Vertrags vom Deutschen Reich an das wiedergegründete Polen abgetreten. Seitdem ist Czermin mit der Woiwodschaft Posen bzw. Großpolen verbunden, zunächst im Powiat Kępiński.
Im Jahr 1921 gab es in der Gemeinde Czermin im Powiat Kępno 100 Häuser mit 458 Einwohnern, 209 hielten sich für deutscher, 179 für polnischer und 75 für anderer (tschechischer) Nationalität, 369 waren evangelisch, 16 römisch-katholisch und 73 andere Christen.
Beim Überfall auf Polen 1939 wurde das Gebiet von den Deutschen besetzt und dem Landkreis Kempen im Reichsgau Wartheland zugeordnet. Nach dem Krieg verließ die Mehrheit der Dorfbevölkerung den Ort zum großen Teil in die Tschechoslowakei, es blieben nur vereinzelte Familien.
Von 1975 bis 1998 gehörte Czermin zur Woiwodschaft Kalisz.